# Pretty Guardian Sailor Moon Cosmos – A film
A Pretty Guardian Sailor Moon Cosmos – A film (劇場版「美少女戦士セーラームーンCosmosコスモス」; Gekidzsóban Biszódzsó Szensi Szérá Mún Koszumoszu; Hepburn: Gekijōban Bishōjo Senshi Sērā Mūn Kosumosu) egy 2023-ban bemutatott kétrészes egész estés japán animációs film, mely Takeucsi Naoko "Sailor Moon" című mangájának ötödik, "Stars" történetszálából készült. Közvetlen folytatása a "Pretty Guardian Sailor Moon Eternal – A film"-nek, valamint egyben az ötödik és utolsó "évada" a Sailor Moon Crystal című animesorozatnak. A filmet Takahasi Tomoja rendezte, a forgatókönyvet Fudejaszu Kazujuki írta, Takeucsi Naoko felügyelete mellett, az animációt pedig a Toei Animation és a Studio Deen közösen készítették. Az első rész 2023. június 9-én, a második június 30-án került bemutatásra Japánban. Magyarországon a Netflix tette elérhetővé feliratosan 2024. augusztus 22-én.

## Cselekmény

### 1. rész
Hónapokkal azt követően, hogy leszámoltak a Dead Moon Circus jelentette fenyegetéssel, Cukino Uszagi és barátnői a középiskolás lányok átlagos életét élhetik tovább. Mamoru bejelenti, hogy egy ideig az Egyesült Államokban fog tanulni. A repülőtéren a búcsúzkodás közben egy gyűrűt akar átadni Uszaginak, de megkérni már nem tudja a kezét, mert a semmiből felbukkanó Sailor Galaxia váratlanul megöli őt, elveszi az Aranykristályt és távozik. Uszagi ezt képtelen felfogni a sokkhatás miatt, és azt hiszi, hogy Mamoru valóban elutazott. Miután Csibiusza is visszatér a harmincadik századba, Uszagi és barátnői a rendkívül népszerű együttes, a Three Lights koncertjére mennek. A zenekar tagjai Széja Kó, Taiki Kó és Jaten Kó. A koncert alatt Sailor Iron Mouse, aki egy úgynevezett Sailor Animamate, és a Shadow Galactica nevű szervezet tagja (melynek vezetője Sailor Galaxia), támadásba lendül. A célja a Sailor kristályok (tündérkristályok) felkutatása és begyűjtése az egész galaxisban. A holdharcosokat a Sailor Starlights (Csillagfénytündérek) csapat menti meg, akiknek a civil identitása a Three Lights zenekar, és ők nem mások, mint harcosok egy másik naprendszerből. A lányok mindennek ellenére nem bíznak meg a jó szándékaikban. Ezalatt egy furcsa kislány, CsibiCsibi érkezik a Cukino-házba, akiről mindenki úgy véli, hogy valószínűleg Csibiusza jövőbeli gyereke vagy rokona lehet, ezért elfogadják a jelenlétét.
Uszagi bánatos, mert nem kap egyetlen levelet sem Mamorutól, és meglepve veszi észre, hogy a Three Lights beiratkozott az iskolájába. Találkozik Széjával, aki elmondja neki, hogy a hercegnőjük nyomában vannak, aki a Földre menekült, mikor Galaxia megtámadta a bolygójukat. Egy újabb Animamate, Sailor Aluminum Seiren támad rájuk, aki megöli Sailor Jupitert és Sailor Mercuryt, majd magához veszi a Sailor kristályaikat. Hiába győzi le őt a Sailor Starlights, már nem lehet visszahozni őket az életbe. Miközben Sailor Moont CsibiCsibi vigasztalja, Minako és Rei úgy döntenek, kikérdezik a Sailor Starlights-t a valódi céljaikról. Ekkor egy újabb Animamate, Sailor Lead Crow jelenik meg és megöli Sailor Mars védelmezőit, Phobost és Deimost. Kiderül, hogy a Sailor Animamate-ek olyan bolygók túlélői, amelyeket Sailor Galaxia elpusztított, és hatalmat adott nekik, hogy őt szolgálják. Sailor Moon legyőzi ugyan Sailor Lead Crow-t, de váratlanul megjelenik Sailor Galaxia is, aki megöli Sailor Mars-t és Sailor Venust, majd elviszi a kristályaikat. A haláluk hatására Uszagi emlékezni kezd arra, mi történt Mamoruval.
Eközben a harmincadik században Csibiusza is érzékelni kezdi a téridőn keresztül, hogy valami baj van a múltban, de Neo-Queen Serenity arra kéri, hogy maradjon. A jelenben a Sailor Starlights felfedezi, hogy CsibiCsibi birtokában van egy füstölő, amelyben a keresett hercegnőjük, Kakjú rejtőzködik. Az is kiderül, hogy CsibiCsibi is egy holdharcos. Ezalatt egy újabb Animamate, Sailor Tin Nyanko támad Lunára, Artemiszre és Dianára, súlyosan megsebesítve őket. A Sailor Starlights menti meg őket, majd Uszagival együtt a hercegnőjük elé viszik őket. Kakjú figyelmezteti Uszagit, hogy Sailor Galaxia célja az összes Sailor kristály megszerzése, kölönösen az Ezüstkristályé, amely mind közül a leghatalmasabb. Hazafelé tartva Galaxia rátámad, és csak CsibiCsibi közreműködésének köszönhetően tud megmenekülni. Palotájában Galaxia felfedi, hogy egy korábban olyan csillag nyomába eredt, amely méltó az ő erejéhez, és ennek során felfedezte a Káoszt, a gonosz megtestesülését a galaxis középpontjában.
Uszagi eltökéli magát, hogy megmenti barátait. Mivel tudja, hogy Sailor Uranus, Neptune, Pluto és Saturn visszamentek az őrhelyeikre, aggódik miattuk is, ezért a Starlights és a hercegnő segítségét kéri hosszú útja előtt.

### 2. rész
Neo-Queen Serenity elmondja Csibiuszának, hogy a múltbeli holdharcosok meghaltak. Ő ennek hatására saját csapata, a Sailor Quartet segítségével elindul, hogy megmentse őket. Ezalatt Sailor Moon, CsibiCsibi, a Sailor Starlights és Kakjú hercegnő felfedezik, hogy már Uranus, Neptune, Pluto és Saturn is halottak. Galaxia főhadiszállása felé tartanak, ahol találhoznak egy párossal, Sailor Lethe-tel és Sailor Mnemosyne-nel. Lethe megöli Lunát, Artemiszt és Dianát, és közben hangosan vádaskodik, hogy mindez az Ezüstkristály hibája - ha nem lenne, akkor a bolygójuk nem pusztult volna el, és neki és Mnemosyne-nak nem kellene Galaxia szolgálatában állniuk. Mnemosyne még idejében megállítja Lethe-t, aki végezni akar Sailor Moon-nal is, de ő azt mondja Lethe-nek, hogy ha szerinte ez a megoldás, akkor végezzen vele. Lethe meglepődik Sailor Moon őszinte hozzáállásán, de már nem tud mit tenni, mert két újabb harcos érkezik. Sailor Phi és Sailor Chi először megöli őt és Mnemosyne-t az engedetlenségükért, majd végeznek a Sailor Starlights-szal is. Sailor Moon meggyőzi a hercegnőt, hogy még meg lehet menteni mindannyiukat. Váratlanul az utolsó harcos, Sailor Heavy Metal Papillon támad rájuk, de az utolsó pillanatban megérkezik a felmentősereg Sailor Chibi Moon és a Sailor Quartet képében. Az, hogy ők hogy kerültek éppen oda, számukra is rejtélyes, és CsibiCsibit gyanítják az egész mögött.
Sailor Phi és Sailor Chi újra megjelennek, és bár Kakjú hercegnő legyőzi őket, ő maga is halálosan megsebesül. A csapaton váratlan ellenségek ütnek rajta: a feltámasztott holdharcosok és az Álarcos Férfi. A Sailor Quartet-et lefegyverzik, CsibiCsibi pedig arra kéri Sailor Chibi Moont, hogy ne avatkozzon közbe - komoly kérdéseket felvetve azzal kapcsolatosan, hogy kicsoda is CsibiCsibi. Sailor Moon kénytelen összecsapni és végezni barátaival, hogy aztán végül magával Galaxiával szállhasson szembe.Ő a galaxis középpontjába menekül, a Galaktikus Bölcsőhöz, amely minden élet forrása. Beleveti a holdharcosok kristályait és az Álarcos Férfit is, ezzel gyakorlatilag kiradírozva őket - és Csibiuszát is - a létezésből. Azt reméli, hogy a gyászoló Sailor Moon  dühe ettől akkora lesz, hogy majd beveti az erejét a Káosz ellen, és miután legyőzte azt, majd ő lehet a galaxis egyedüli ura. A Káosz egybeolvad a Bölcsővel és megsebzi Galaxiát, mert az ő célja is az Ezüstkristály megkaparintása. Mitn kiderül, Sailor Moon összes addigi ellenfele a Káosz egyik inkarnációja volt, és amiként a fény, úgy a sötétség is a Galaktikus Bölcsőből származik.
Galaxia rájön terve értelmetlenségére, Sailor Moon pedig elkeseredett, mert mindenki, akit szeretett, immár nincs többé. Mindketten arra jutnak, hogy ha a Káosz győz, az talán békét hozhat a galaxisba, de CsibiCsibi arra bátorítja Sailor Moont, hogy pusztítsa el. Sailor Moon ellenáll, mert ha ezt tenné, úgy az új élet létrejöttének reménye is elveszne. CsibiCsibi ekkor elmondja, hogy ha most cselekszik, azzal megkímélheti a jövő világát a folyamatos és pusztító háborúktól, amik elkövetkeznek. Galaxia szerint azonban új élet máshol is létrejöhet, és ebben a konfliktus magva akkor is ott lesz. Ennek hatására Sailor Moon felbátorodik, aki rájön, hogy az életben mindig ott lesz az öröm és a bánat is egyszerre. Galaxia elámul Sailor Moon-on, ám a karperecei ekkor széttörnek, ő pedig meghal. Sailor Moon is arra bátorítja CsibiCsibit, hogy sose adja fel a harcot, aki viszont megmutatja valódi alakját. Nem más ő, mint Sailor Cosmos, Sailor Moon távoli jövőbeli inkarnációja. Sailor Moon alámerül a Bölcsőbe, és a barátai Sailor kristályait kéri, hog segítsenek neki. A Káoszt legyőzik, amely Sailor Moon-nal együtt feloldódik a Bölcsőben.
Valamennyi Sailor kristály visszakerül a saját bolygójára - Sailor Cosmos elmondása szerint ez a Lambda-erő miatt lehetséges, ugyanis az összes Sailor kristály együttes ereje a Kozmoszkristályt formálja meg. Cosmos elmondja, hogy az ő idejében a Káosz újjászületett mint Sailor Chaos, és elpusztított mindent és mindenkit, akit szeretett. Cosmos úgy döntött, hogy elmenekül, vissza a múltba, hogy megakadályozza a Káosz újjászületését. De most Sailor Moon önfeláldozása és bátorsága erőt adott neki is, hogy szembeszálljon saját kora ellenségével. Ezután a Sailor Quartet és ő maga is visszakerülnek a saját idejükbe. A Bölcsőben Uszagi találkozik Mamoruval, barátnőivel és Csibiuszával. A Kozmosz Őre megjelenik előttük és megkérdezi, hogy szeretnének-e új életet, de Uszagi azt kívánja, hogy folytatódjon számukra a régi. Az őr visszaküldi őket a Földre, és azt mondja, hogy a Káosz most eltűnt ugyan, de egy nap majd visszatér.
A jövőben Mamoru és Uszagi összeházasodnak, és ők, valamint barátaik eltökéltek, hogy megvédik a Földet. Mamoru szerint bár egy nap majd mind el fognak tűnni, Sailor Moon sohasem, mert ő a legfényesebben ragyogó csillag.

## Szereplők
| Karakter                       | Japán hang                              |
| ------------------------------ | --------------------------------------- |
| Cukino Uszagi / Sailor Moon    | Micuisi Kotono                          |
| CsibiCsibi                     | Micuisi Kotono                          |
| Luna                           | Hirohasi Rjó                            |
| Csiba Mamoru / Álarcos Férfi   | Nodzsima Kendzsi Tamura Mucumi (fiatal) |
| Mizuno Ami / Sailor Mercury    | Kanemoto Hiszako                        |
| Hino Rei / Sailor Mars         | Szató Rina                              |
| Kino Makoto / Sailor Jupiter   | Kosimizu Ami                            |
| Aino Minako / Sailor Venus     | Itó Sizuka                              |
| Artemisz                       | Murata Taisi                            |
| Csibiusza / Sailor Chibi Moon  | Fukuen Miszato                          |
| Diana                          | Nakagava Soko                           |
| Meió Szecuna / Sailor Pluto    | Maeda Ai                                |
| Kaió Micsiru / Sailor Neptune  | Ohara Szajaka                           |
| Tennó Haruka / Sailor Uranus   | Minagava Junko                          |
| Tomoe Hotaru / Sailor Saturn   | Fudzsi Jukijó                           |
| Széja Kó / Sailor Star Fighter | Inoue Marina                            |
| Taiki Kó / Sailor Star Maker   | Hajami Szaori                           |
| Jaten Kó / Sailor Star Healer  | Szajura Ajane                           |
| Kakjú hercegnő                 | Mizuki Nana                             |
| Sailor Cosmos                  | Kitagava Keiko                          |
| Káosz                          | Szaiga Micuki                           |
| Sailor Galaxia                 | Hajasibara Megumi                       |
| Sailor Iron Mouse              | Koizumi Szena                           |
| Sailor Aluminum Seiren         | Murasze Ajumu                           |
| Sailor Lead Crow               | Hikasza Jokó                            |
| Sailor Tin Nyanko              | Isze Marija                             |
| Sailor Heavy Metal Papillon    | Kudó Haruka                             |
| Sailor Lethe                   | Mikami Siori                            |
| Sailor Mnemosyne               | Itó Kanae                               |
| Sailor Phi                     | Mizuszava Fumie                         |
| Sailor Chi                     | Komacu Juka                             |
| Sailor Ceres                   | Ueda Reina                              |
| Sailor Pallas                  | Morohosi Szumire                        |
| Sailor Juno                    | Hara Juko                               |
| Sailor Vesta                   | Takahasi Rie                            |

### További szereplők
| Karakter       | Japán hang          |
| -------------- | ------------------- |
| Cukino Ikuko   | Jamazaki Vakana     |
| Cukino Kendzsi | Madono Micuaki      |
| Cukino Singó   | Rjú Szeira          |
| Aszanuma Ittó  | Szakagucsi Dajszuke |
| Phobos         | Tagucsi Kanami      |
| Deimos         | Jamane Aja          |
| Zafír          | Jonaga Cubasza      |
| Wiseman        | Ivaszaki Hirosi     |
| A Kozmosz Őre  | Kitagava Keiko      |

## Készítése
A folytatásra először az előző, "Eternal" film legutolsó jelenetében tettek utalást. 2022 áprilisában jelentették be, hogy a manga "Stars" történetíve is megkapja a maga animeadaptációját, szintén kétrészes film formájában. A stáb jelentős része visszatért az előző filmből, és Takeucsi, mint a sorozat megalkotója, ugyanúgy felügyelte a munkálatokat, mint korábban. Lényegében csak a rendezői poszton történt változás, a Toei Animation mellett a Studio Deen rajzolta a filmet.
Takahasi Tomoja rendező nagyobb kreatív szabadságot adott az alkotóknak, ennek köszönhetően vizuálisan is megidéződik többek között az eredeti manga, az 1992-es animesorozat, sőt még a 2003-as élőszereplős sorozat is. A szinkronszínészek maradtak ugyanazok, mint korábban, sőt a film bejelentéséig az első rész legtöbb dialógusát már fel is vették. Micuisi Kotono, aki közel három évtizedig volt Sailor Moon hangja, hivatalosan is bejelentette, hogy ebben a filmben alakítja őt utoljára. 2023-ban azt is bejelentették, hogy Hajasibara Megumi, aki a korábbi animesorozatban volt Sailor Galaxia hangja, most újra visszatér a szerephez, ahogy Micuisi lesz CsibiCsibi is. Kitagava Keiko, aki a 2003-as élőszereplős sorozatban még Sailor Mars-ot alakította, a filmben kettős szerepben, mint Sailor Cosmos és a Kozmosz Őre tért vissza.A választás azért esett rá, mert a karakter igencsak magányos természetű, és ezért nem akarták az ő hangját is Micuisinek adni. Mielőtt elvállalta volna a szerepet, megkérdezte az élőszereplős sorozatban Sailor Moon-t játszó Szavai Mjút, hogy hozzájárul-e - szerinte ugyanis, miután Sailor Moon legvégső formájáról van szó, olyasvalakinek kellett volna eljátszania, akinek több köze van a szerephez.

## Zene
Takanasi Jaszuharu komponálta ezúttal is a dalokat. A főcímdal a "Holdvirág"  (月の花, Cuki no Hana), amit Daoko énekel. A film második részével együtt megjelent a Pretty Guardian Sailor Moon Cosmos The Movie Theme Song Collection, amin még öt dal kapott helyet, köztük az 1992-es animesorozat két opening dala, a "Holdfénylegenda" (ムーンライト伝説, Múnraito Denszecu) az "Eternal Sailor5Guardians" előadásában, és a Sailor Star Song (セーラースターソング, Szérá Szutá Szongu), amit a Sailor Star Lights és Kakjú hercegnő szinkronszínészei énekelnek. De felkerült még a régi animesorozatban hallható közkedvelt dal, "A hullócsillagnak" (流れ星へ, Nagarebosi he) újrafelvett változata, és a filmet záró "Happy Marriage Song", amelyet valamennyi főszereplő szinkronszínésze énekel. 2023 decemberében, a Blu-Ray kiadással egyszerre kiadtak egy újabb fiktív Three Lights-dalt, a "Star Line"-t is.

## Fordítás
- Ez a szócikk részben vagy egészben  a   Sailor Moon Cosmos című angol Wikipédia-szócikk fordításán alapul.  Az eredeti cikk szerkesztőit annak laptörténete sorolja fel. Ez a jelzés csupán a megfogalmazás eredetét és a szerzői jogokat jelzi, nem szolgál a cikkben szereplő információk forrásmegjelöléseként.

## Forráshivatkozások
1. ↑  PLAY BACK STORY｜劇場版「美少女戦士セーラームーンCosmos」公式サイト (japán nyelven). 2023.sailormoon-movie.jp. (Hozzáférés: 2025. június 23.)
2. ↑  „Your Ultimate Guide to the Animated Movies and Shows Coming to Netflix”, Netflix Tudum. [2025. május 5-i dátummal az eredetiből archiválva] (Hozzáférés: 2025. június 23.) (angol nyelvű)
3. ↑  Sailor Moon Eternal Anime's 2nd Film Ends With 'To Be Continued' Teaser (angol nyelven). Anime News Network, 2025. június 23. (Hozzáférés: 2025. június 23.)
4. ↑  劇場版「美少女戦士セーラームーンCosmos」：美少女戦士セーラームーン 30周年プロジェクト公式サイト (japán nyelven). 美少女戦士セーラームーン 30周年プロジェクト公式サイト. (Hozzáférés: 2025. június 23.)
5. ↑  Sailor Moon Manga's Final Arc Gets 2 Sailor Moon Cosmos Films in Early Summer 2023 (angol nyelven). Anime News Network, 2025. június 23. (Hozzáférés: 2025. június 23.)
6. ↑  髙橋知也・インタビュー | INTERVIEW｜劇場版「美少女戦士セーラームーンCosmos」公式サイト (japán nyelven). 2023.sailormoon-movie.jp. (Hozzáférés: 2025. június 23.)
7. ↑  劇場版「美少女戦士セーラームーンCosmos」監督＆プロデューサーが約3年の制作秘話を語る／インタビュー (japán nyelven). アニメイトタイムズ. (Hozzáférés: 2025. június 23.)
8. ↑  Inc, Natasha: 【イベントレポート】セーラームーンファンのヒャダイン、新作劇場版ビジュアル見て「この屋上は…」と考察始める (japán nyelven). コミックナタリー. (Hozzáférés: 2025. június 23.)
9. ↑  三石琴乃・インタビュー | INTERVIEW｜劇場版「美少女戦士セーラームーンCosmos」公式サイト (japán nyelven). 2023.sailormoon-movie.jp. (Hozzáférés: 2025. június 23.)
10. ↑  美少女戦士セーラームーンCosmos：林原めぐみが最終章“最強の敵”セーラーギャラクシアに 火球皇女は水樹奈々 三石琴乃がちびちびに (ja-JP nyelven). MANTANWEB（まんたんウェブ）, 2023. január 24. (Hozzáférés: 2025. június 23.)
11. ↑  劇場版「美少女戦士セーラームーンCosmos」セーラーコスモス役を北川景子さんにオファーした真意／インタビュー (japán nyelven). アニメイトタイムズ. (Hozzáférés: 2025. június 23.)
12. ↑  北川景子・インタビュー | INTERVIEW｜劇場版「美少女戦士セーラームーンCosmos」公式サイト (japán nyelven). 2023.sailormoon-movie.jp. (Hozzáférés: 2025. június 23.)
13. ↑  Sailor Moon Manga's Final Arc Gets 2 Sailor Moon Cosmos Films in Early Summer 2023 (angol nyelven). Anime News Network, 2025. június 23. (Hozzáférés: 2025. június 23.)
14. ↑  劇場版「美少女戦士セーラームーンCosmos」 本予告・本ビジュアル解禁！：美少女戦士セーラームーン 30周年プロジェクト公式サイト (japán nyelven). 美少女戦士セーラームーン 30周年プロジェクト公式サイト. (Hozzáférés: 2025. június 23.)
15. ↑  Sailor Moon Cosmos Anime Films' 2nd Trailer Teases Climactic Battle (angol nyelven). Anime News Network, 2025. június 23. (Hozzáférés: 2025. június 23.)
16. ↑  劇場版「美少女戦士セーラームーンCosmos」オリジナル・サウンドトラック＆スリーライツの楽曲「Star Line」の配信が決定！：美少女戦士セーラームーン 30周年プロジェクト公式サイト (japán nyelven). 美少女戦士セーラームーン 30周年プロジェクト公式サイト. (Hozzáférés: 2025. június 23.)